# 旭堂南歌
旭堂 南歌（きょくどう なんか）は、上方講談協会所属の日本の講談師、歌手。本名：川本佐江子。歌手としては川本 三栄子（かわもと さえこ）。
橿原市観光大使、王寺町観光広報大使、奈良県立美術館広報大使などを務める。

## 来歴
奈良県大和高田市に生まれる。
子どもの頃から歌が好きで、地元ののど自慢荒らしをしていたのを医大の軽音楽部にスカウトされ、ハワイアンを歌いだす。その後、プロのハワイアンバンドに所属して専門的に音楽活動を開始した。同時に渡辺プロダクションでレッスンを受ける。各レコード会社のオーディションに合格したが、親の反対でプロの道を断念した。
1996年、父が「お前は歌手の道を行け」という言葉を残して死去し、それを受けて挑戦した全日本大衆音楽祭で石川さゆりの「大阪のおんな」を歌い、グランプリ・文部大臣賞を受賞した。この受賞を機に歌手の道へ進むことを決意し、1997年に日本コロムビアからデビューした。その後、岡千秋に師事して複数の楽曲をリリースした。
2005年からは浪曲師として活動していたが、より語りの世界を学びたいと2008年12月に旭堂南左衛門に入門した。2010年大阪動楽亭で、演目「太閤の風流」で講談師としての初舞台を踏む。出身地奈良にまつわる講談を手がけたいと奈良の歴史を題材とした「奈良講談」を設立し、「光明皇后の千人の垢流し」や「中将姫ものがたり」などのオリジナル作品を創作した。

## ディスコグラフィ
| 1997年 | 「母の祈り」「あなたとなら大和路」（奈良県観光キャンペーンソング）」                   |
| 1997年 | 「母から娘へ」「こころ橋」                                                             |
| 2000年 | 「おんな東海道」「花かがみ」                                                           |
| 2002年 | 「交通安全大和路音頭」                                                                 |
| 2003年 | 「みなと雪」「あんたの漁場」                                                           |
| 2007年 | 平城遷都1300年祭応援歌「「大和路らぷそでぃ」「折鶴」～ヒロシマから平和の願いを込めて～ |
| 2009年 | 「ようこそ平城（なら）へ」                                                             |
| 2013年 | ファーストアルバム 歌謡浪曲「長崎の鐘」                                                |
| 2014年 | ものがたり演歌「王将みだれ駒」                                                         |
| 2015年 | 新曲：鳥井実作詞生活50周年記念曲 「いい旅だった・昭和のなみだ」（2015.6.24）           |

## 出演
- 川本三栄子の演歌一本勝負（奈良テレビ）

## スタッフ
- 花のれん（テレビ朝日、2025年） - 講談指導